# 선택독성
선택 독성은 특정 종류의 생물에게만 치명적인 독성을 발휘하도록 하는 성질의 것을 말한다.

## 개요
선택독성은 소정 종류의 생물에 대해서만 독 (소량 내지 미량으로 생명 활동을 저해하거나 죽도록 만드는 물질의 총칭)로 일하는 성격의 것으로, 이 성질을 가지는 물질은 선택독이라고도 불린다.
선택독의 예로는 의료 분야에서는 항생제가 있고, 환경 위생의 범주에서는 살충제 등이 있다. 이는 인간의 건강과 삶의 질을 향상시키는 도움이 되기도 하지만, 너무 많이 하면 대상이 된 생물이 약제 내성을 획득하여, 경우에 따라서는 문제가 심각해질 수 있다.
자연 상태의 독의 대부분은 유독 식물 등 독을 가지는 생물이 자신의 몸을 방어하기 위한 화학 방어 (독성 물질을 이용해 포식자로부터 벗어나려고하는 생존 전략의 하나)에 이용하거나 반대로 동물을 포식할 때 먹이를 쉽게 잡기 위해서 이용되고 있다. 이들은 독을 보유한 생물 자신의 몸에 영향을 주지 않지만 이를 포식하거나, 체내에 주입 된 쪽은 독으로 영향을 받는다.
지구상에서 매우 흔하면서 선택독성을 나타내는 물질도 많다. 예를 들어 산소는 일반적으로 말하는 호흡인 호기성 호흡을 하는 생물에게는 일정한 농도로 환경에 포함될 필요가 있다. (물론 고농도 상태나 오존 상태에서는 유해하다.) 하지만 산소는 혐기성 호흡을 하는 생물에게는 치명적인 물질이다. 호기성 호흡 생물은 항산화 작용으로 산소의 피해를 막고 있지만, 혐기성 호흡 생물은 그 기능을 가지지 않는다.